# 久喜地区消防組合
久喜地区消防組合（くきちくしょうぼうくみあい）は、埼玉県久喜市及び南埼玉郡宮代町によって組織されていた消防組合である。管轄区域は前述の1市1町。
2013年4月、消防広域化により埼玉東部消防組合が発足したのに伴い解散した。
- 人員は、247名の消防職員(常備）と464名（定員501名）の消防団員(非常備）（平成21年現在）。

## 概要

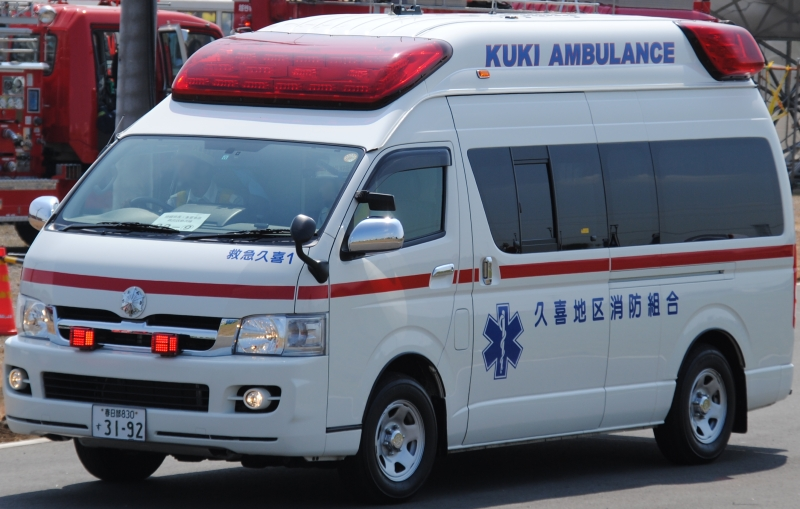
救急車（廃車済み）
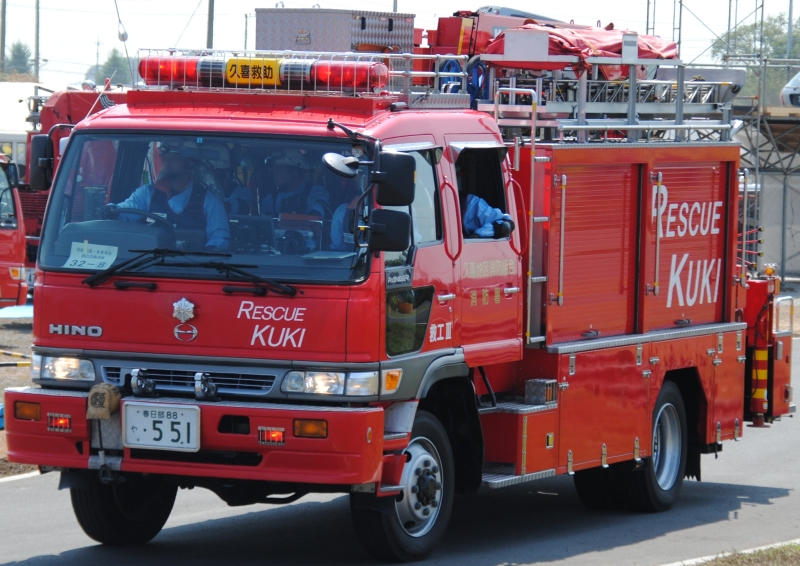
救助工作車（廃車済み）
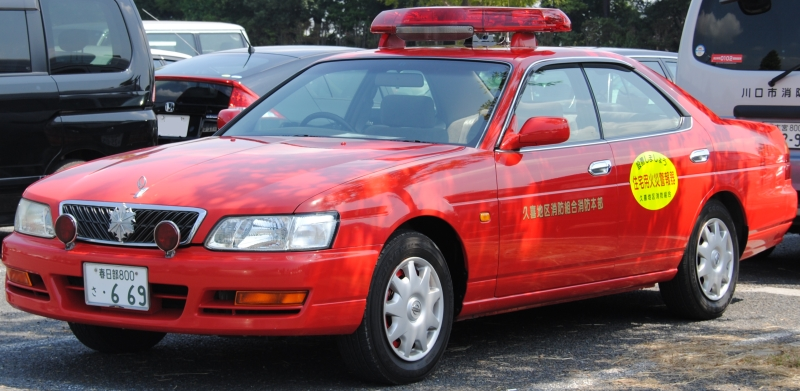
指令車（廃車済み）
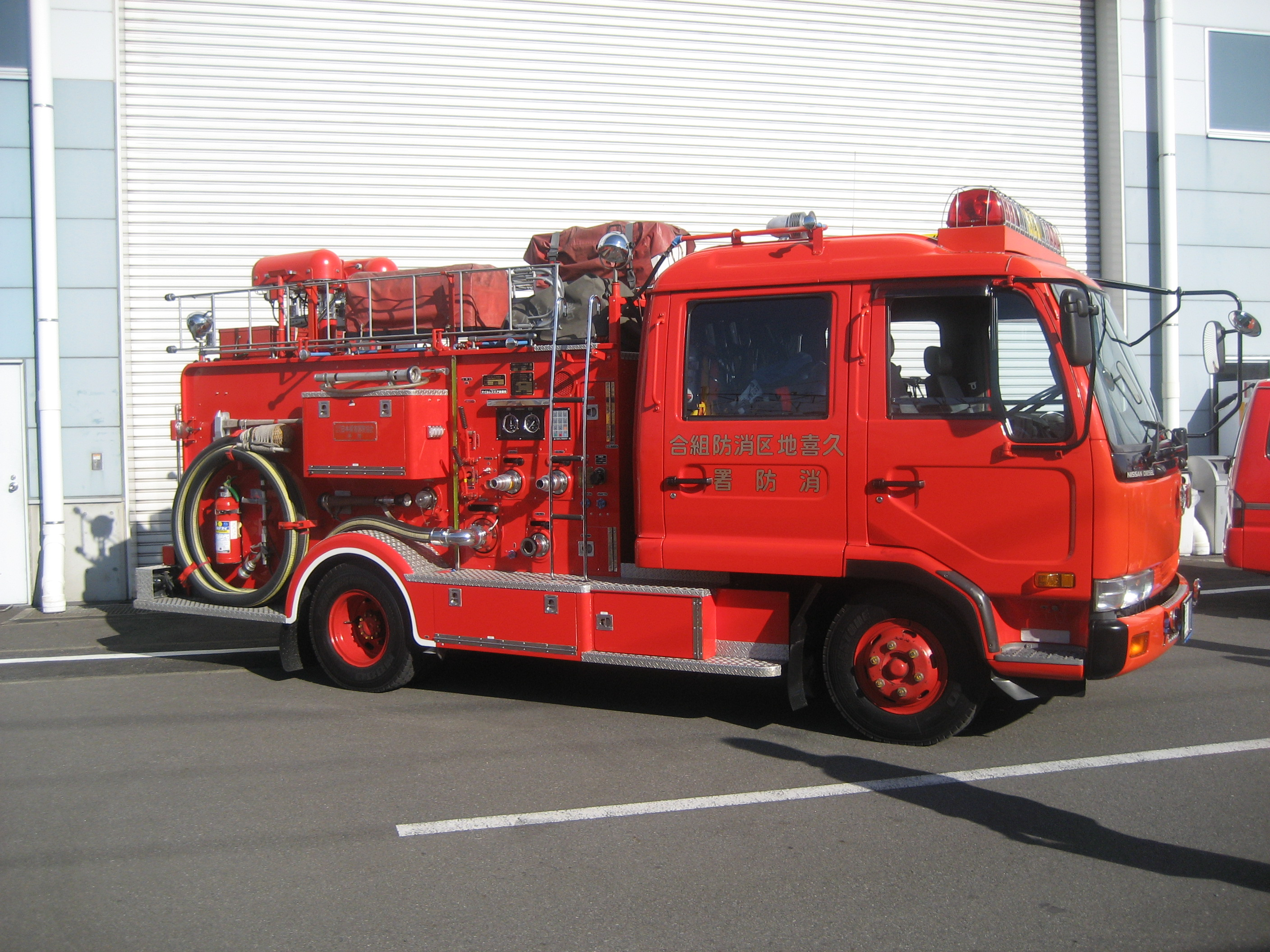
ポンプ車（廃車済み）

- 組合事務所：久喜市上早見396
- 消防本部：久喜市上早見396
- 管内面積：98.35km2
- 職員定数：247人
- 消防署2カ所、分署4カ所、出張所1カ所
- 主力機械（2005年4月1日現在）
  - 普通消防ポンプ自動車：7
  - 水槽付消防ポンプ自動車：7
  - はしご付消防自動車：1
  - 化学消防自動車：1
  - 救急自動車：9
  - 救助工作車：3
  - 指揮車：1
  - 指令車：6
  - 運搬車：2
  - その他：3

- 救急車（廃車済み）
- 救助工作車（廃車済み）
- 指令車（廃車済み）
- ポンプ車（廃車済み）

## 沿革
- 1969年4月　久喜町・鷲宮町の2町が設立した久喜町鷲宮町消防組合が発足する。
- 1970年1月　消防本部・消防署庁舎を新築する。
- 1971年10月　久喜町が市制施行し、久喜・鷲宮消防組合に改称する。
- 1974年3月　鷲宮分署を開設する。
- 1976年4月　菖蒲町・栗橋町の組合加入に伴い、久喜地区消防組合・久喜地区消防組合消防本部・久喜地区消防組合消防署に改称する。菖蒲分署・栗橋分署を開設する。
- 1977年4月　東分署を開設する。
- 1979年3月　はしご付消防車を消防署に配備する。
- 1981年3月　化学消防車を消防署に配備する。
- 1985年10月　救助工作車を消防署に配備する。
- 1989年4月　消防本部・消防署庁舎を現在地に新築する。
- 1996年1月　高規格救急車を消防署に配備する。（同年4月運用開始）
- 1997年4月　宮代町が組合に加入する。宮代町消防本部を久喜地区消防組合消防本部に統合する。久喜地区消防組合消防署を久喜消防署に、宮代町消防署を宮代消防署に改称する。1署4分署から2署4分署1出張所体制となる。
- 2003年4月　消防組合Webサイトを開設する。
- 2004年10月　新潟県中越地震に緊急消防援助隊を派遣する。
- 2011年3月　東日本大震災に緊急消防援助隊を派遣する
- 2013年4月　加須市消防本部・幸手市消防本部・白岡市消防本部・杉戸町消防本部・久喜地区消防組合が統合され埼玉東部消防組合が発足したのに伴い久喜地区消防組合は解散した。

## 組織
- 組合議会
  - 議員定数：18人（久喜市：6人、鷲宮町：3人、菖蒲町：3人、栗橋町：3人、宮代町：3人）
- 執行機関
  - 管理者：1人（組合市町の長の協議により定める）
  - 副管理者：4人（管理者以外の組合市町の長）
  - 会計管理者
  - 監査委員：2人
  - 消防本部－総務課、警防課、予防課、通信指令室
  - 消防署
  - 消防団
    - 久喜消防団　4分団10部　
    - 鷲宮消防団　2分団4部（栗橋町外五箇市町水防事務組合の水防団員を兼務）
    - 菖蒲消防団　2分団5部　
    - 栗橋消防団　2分団6部（栗橋町外五箇市町水防事務組合の水防団員を兼務）
    - 宮代消防団　3分団6部

## 消防署
| 消防署     | 住所                | 分署                                                                                            | 出張所                 |
| ---------- | ------------------- | ----------------------------------------------------------------------------------------------- | ---------------------- |
| 久喜消防署 | 久喜市上早見396     | 東：久喜市吉羽2-30-2 鷲宮：久喜市西大輪2111-6 菖蒲：久喜市菖蒲町新堀964-1 栗橋：久喜市栗橋324-2 | なし                   |
| 宮代消防署 | 宮代町大字須賀650-1 | なし                                                                                            | 中島：宮代町字中島94-1 |

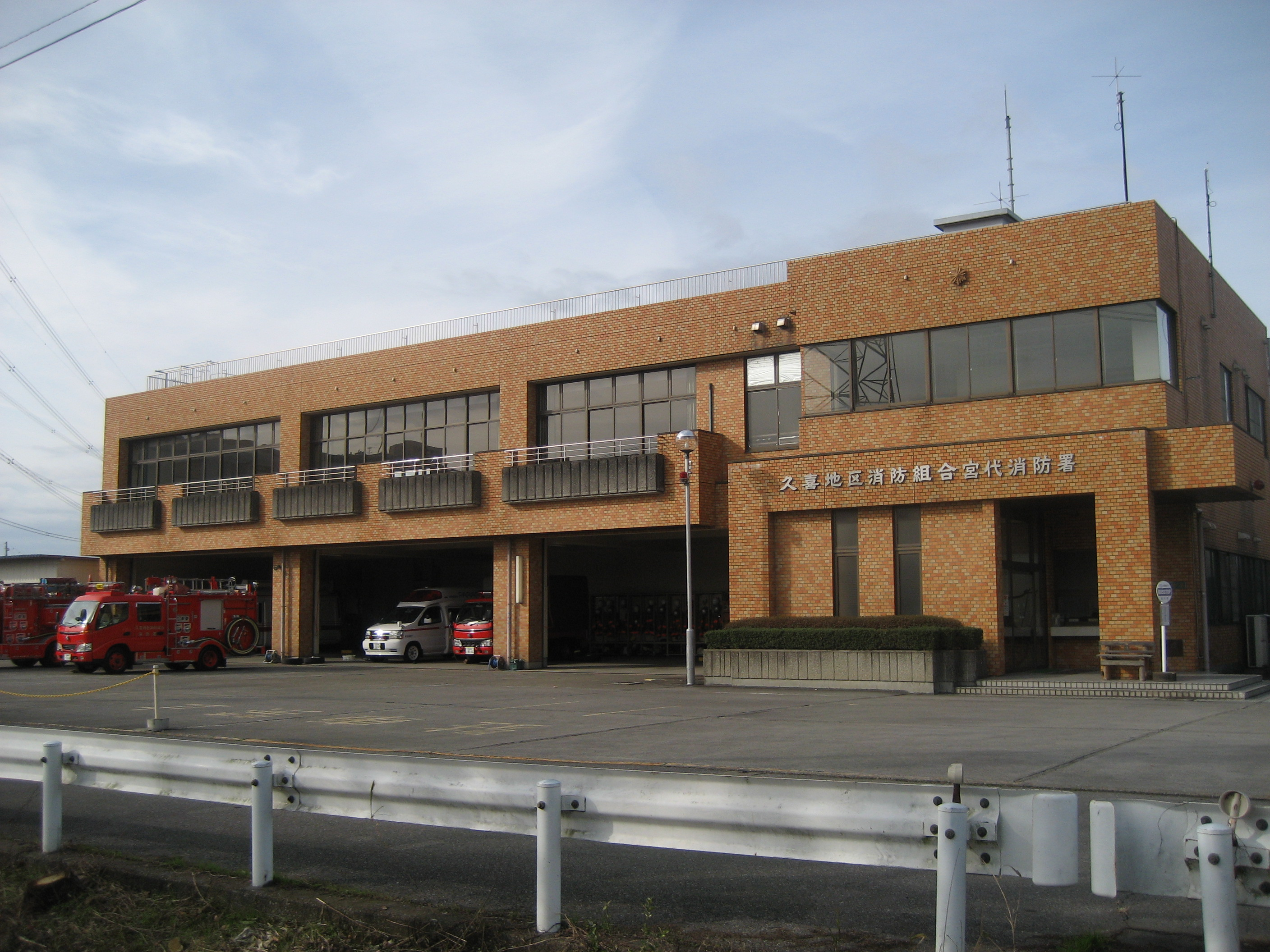
宮代消防署
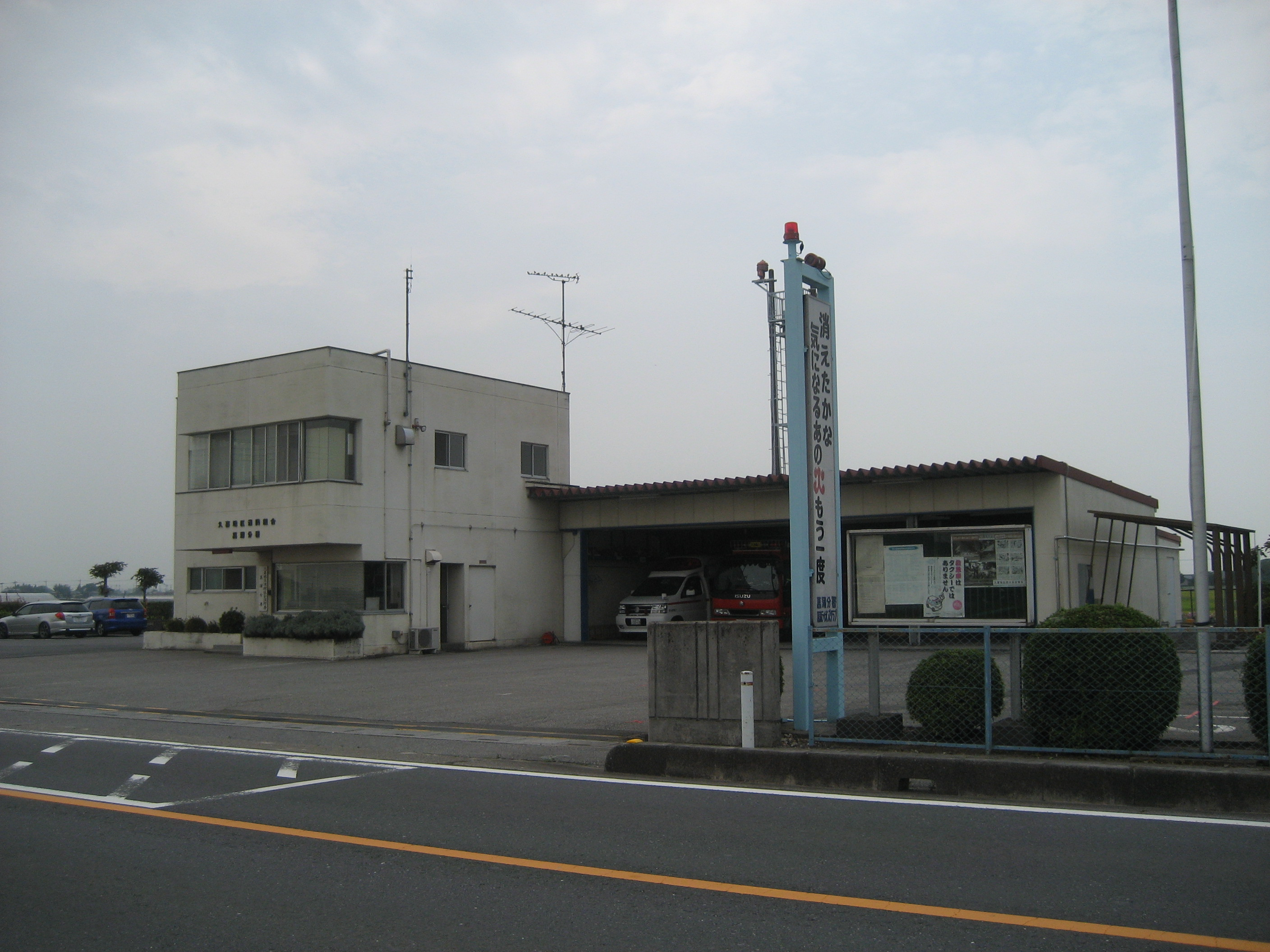
菖蒲分署
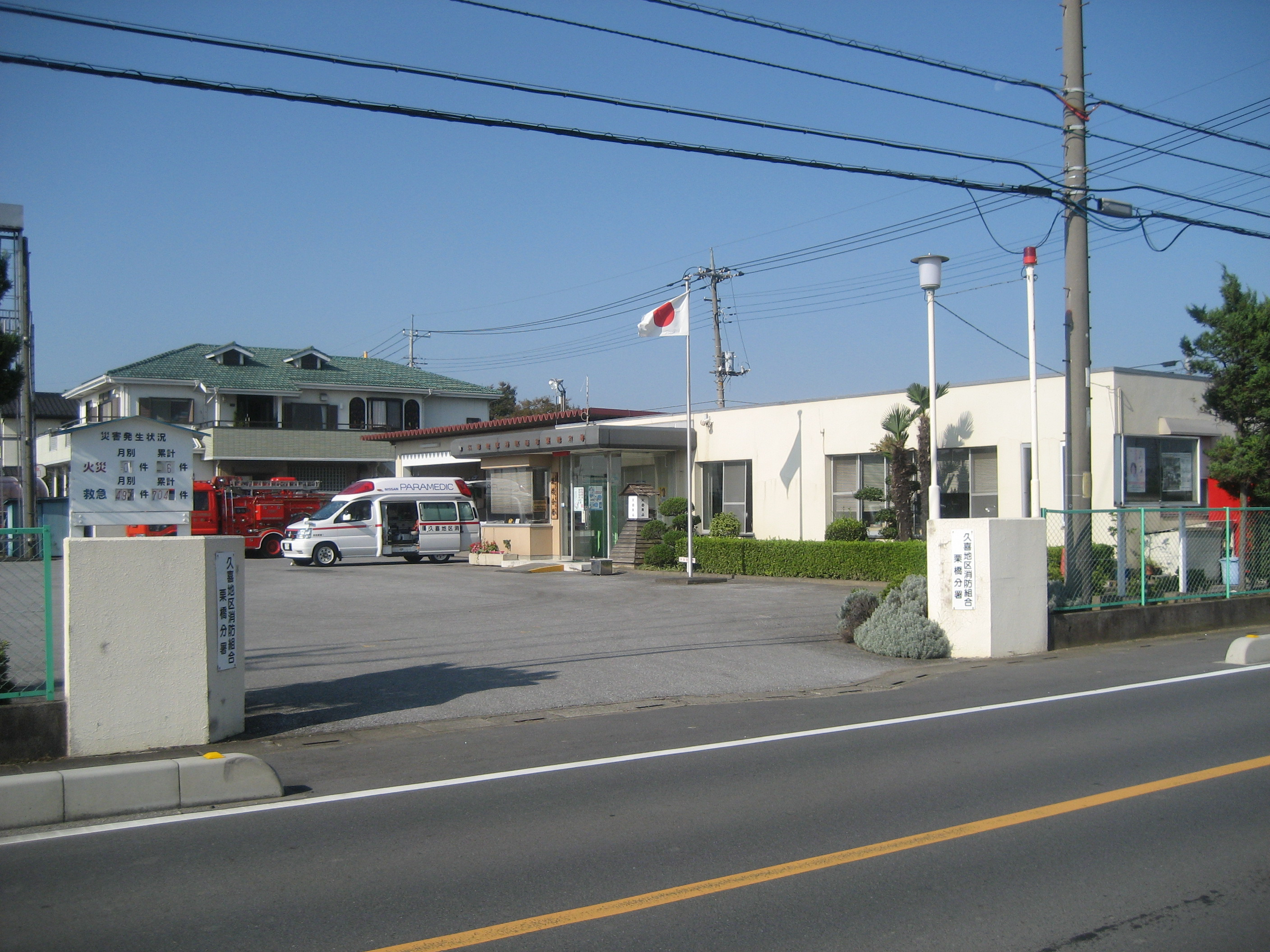
栗橋分署
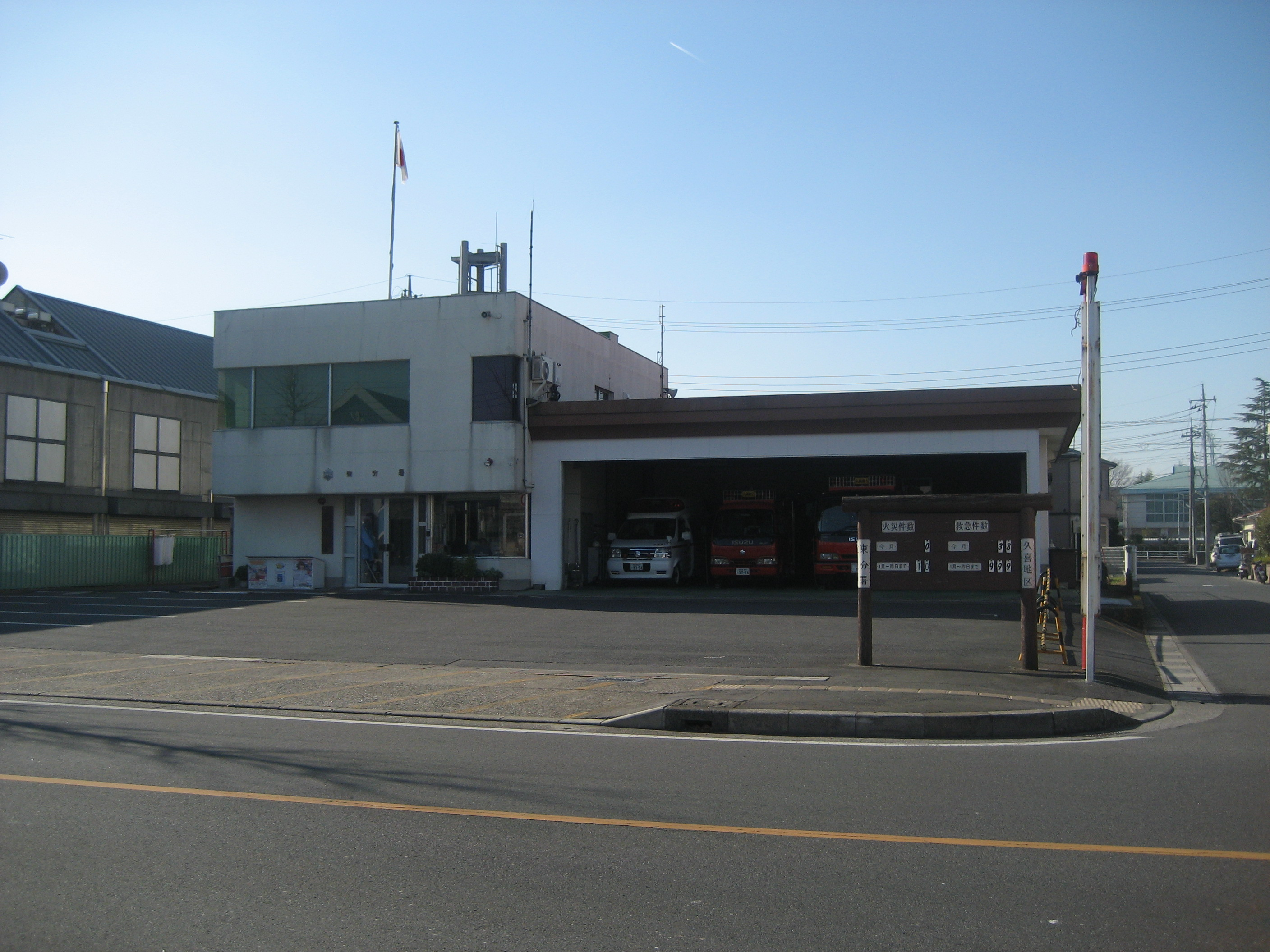
東分署（久喜市）
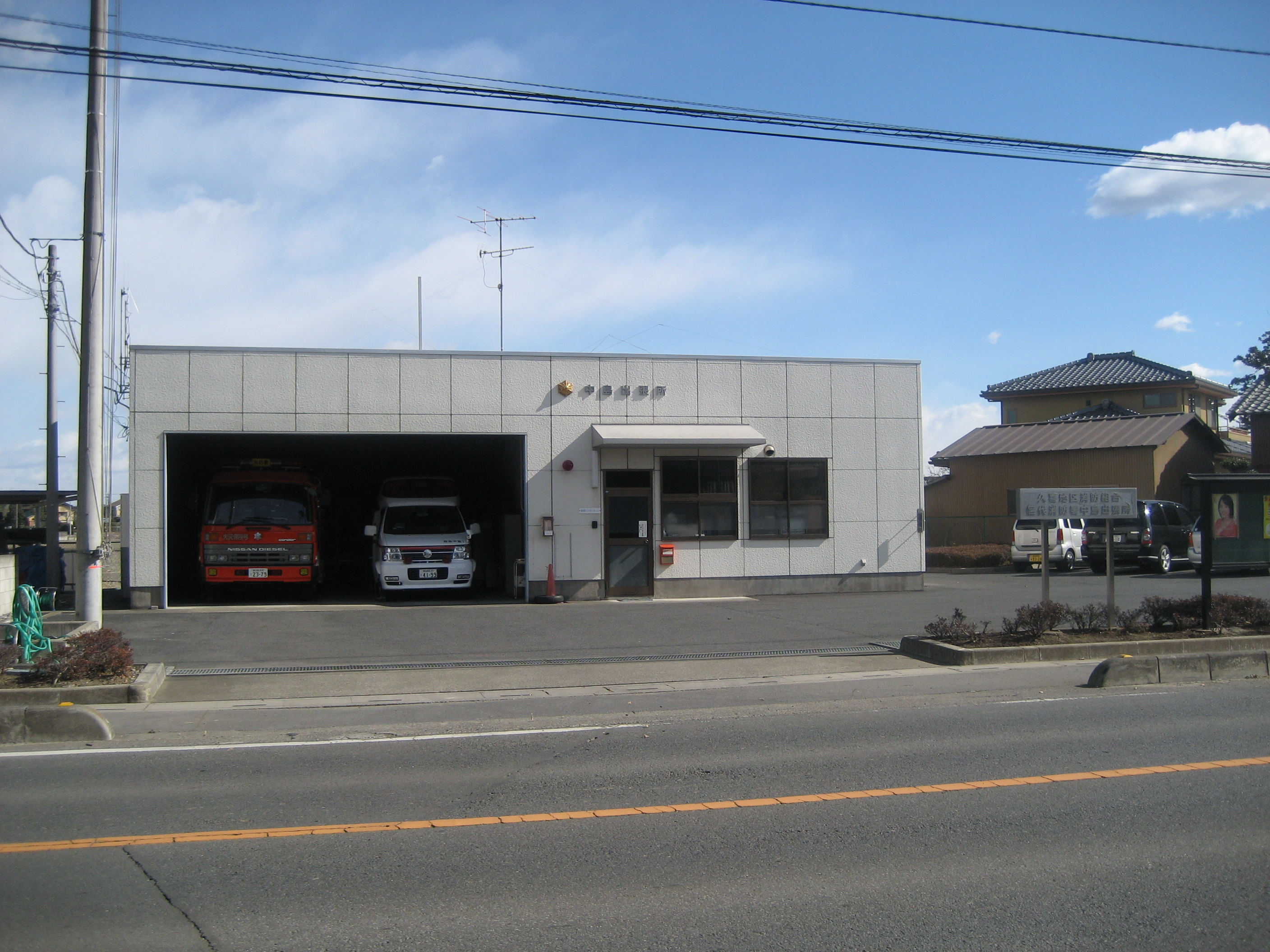
宮代消防署中島出張所
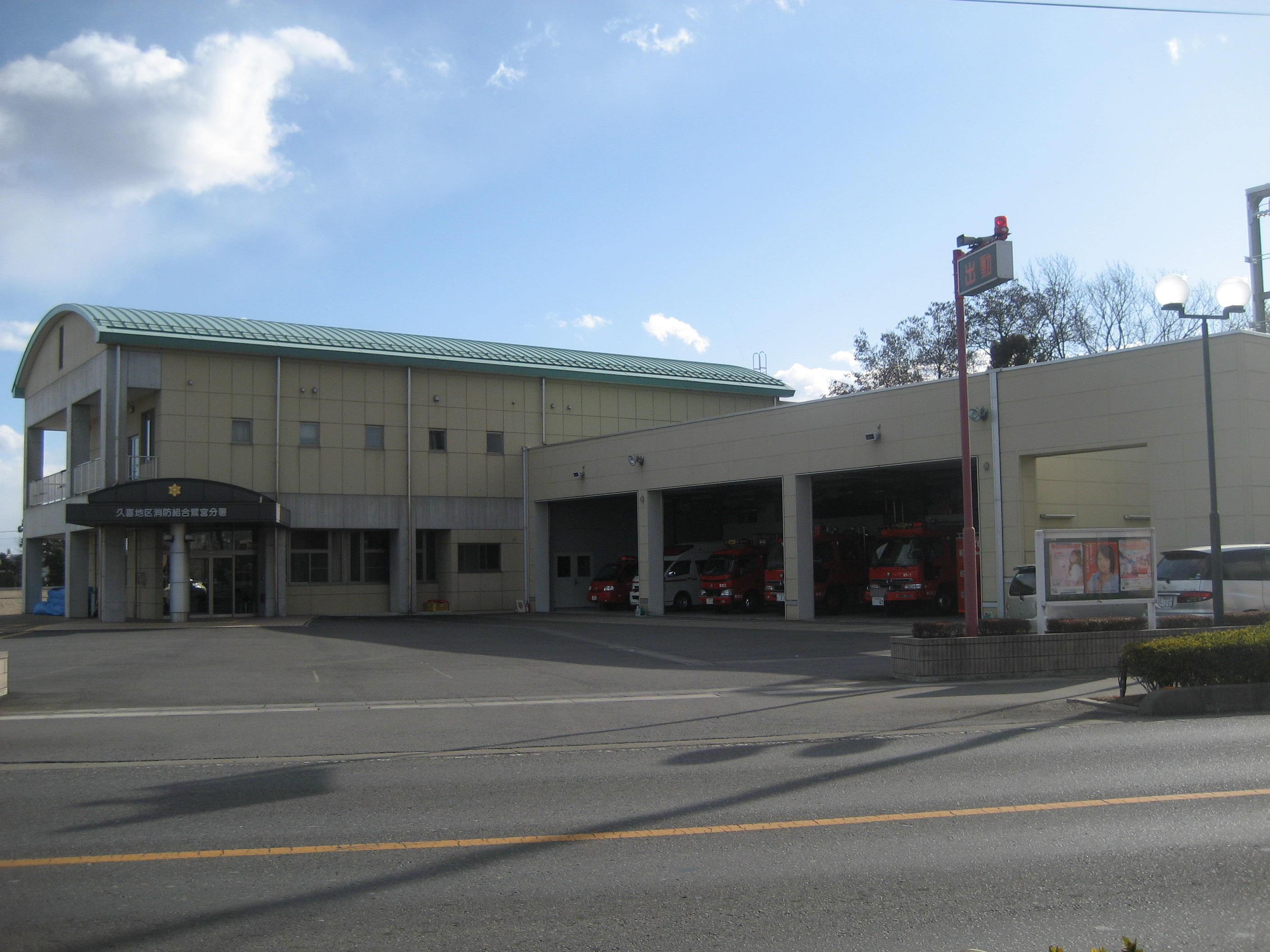
鷲宮分署